# Academia de Palhaços
A Academia de Palhaços é uma companhia de pesquisa e produção cênica que nasceu no depto. de Artes Cênicas da UNICAMP na cidade de Campinas em 2007 e em 2010 migrou e instalou-se na capital paulistana. O eixo principal da pesquisa da companhia tem sido a releitura de tradições populares do teatro como o palhaço de circo, o melodrama e o vaudeville. A partir do diálogo com estas e outras tradições a companhia procurar criar espetáculos que dialoguem com as realidades e as poéticas contemporâneas.

## Espetáculos
- 2008 - A Academia de Palhaços se Apresenta, criação coletiva sob orientação de Luiz Monteiro Jr.
- 2009 - Vespas, de Aristófanes, direção de Isa Kopelman
- 2010 - Reciclonices, de Enéas Pereira Carlos, direção de Charles Geraldi
- 2012 - O Mistério Bufo, de Vladimir Maiakóvski, direção de Fernando Neves
- 2012 - Experimento Titus Andronicus, da obra de William Shakespeare, direção de José Roberto Jardim
- 2013 - A Academia de Palhaços se Apresenta (Segunda Versão),  da Tradição Circense, direção de Fernando Neves
- 2014 - O Teatro Mambembe do Doutor Fracassa, livre adaptação da obra de Artur Azevedo, direção de Fernando Neves
- 2014 - Lágrimas de Mãe, de José Soares, direção de Fernando Neves
- 2014 - Nosferatu - o vampiro das sombras, livre adaptação do filme homônimo de F. Murnau, direção de Fernando Neves
- 2014 - As Desgraças de uma Criança, de Martins Pena, direção de Fernando Neves
- 2014 - A Paixão de Cristo Segundo São Rubinho, texto da Academia de Palhaços, direção de Fernando Neves
- 2016 - Adeus, Palhaços Mortos!, da obra de Matei Vişniec, dire'ão e adaptação de José Roberto Jardim
- 2016/2017 - Elvira, uma vampira?, da obra de Suppa, direção de Alice K. (em processo)

## Integrantes
Laíza Dantas, Paula Hemsi

## Histórico
A Academia de Palhaços surgiu em março de 2007. Cinco atores, estudantes do curso de Artes Cênicas da Unicamp se uniram para pesquisar mais profundamente o universo do palhaço. Deste modo, consolidaram um grupo de pesquisa e produção teatral. 
Estreia em junho de 2008 A Academia de Palhaços se Apresenta, seu primeiro espetáculo, uma criação coletiva sob a orientação do artista circense e professor universitário Luiz Monteiro Jr., um show de variedades costurando algumas entradas de palhaço da tradição circense brasileira.
Em 2009, o grupo integrou a pesquisa de doutorado da diretora e professora universitária Isa Kopelman a respeito da comédia aristofânica.  Tal investigação gerou o espetáculo Vespas, de Aristófanes, direção de Isa Kopelman, que estreou no segundo semestre de 2009.Em 2010 o grupo foi convidado pelo produtor e diretor Charles Geraldi para criar um espetáculo infantil. Esta parceria foi contemplada pelo Edital Chamamento SESI - SP, Produção e Circulação de Espetáculo Infantil Inédito, gerando o espetáculo “Reciclonices” de Enéas Carlos, direção de Charles Geraldi. O espetáculo realizou 33 apresentações em 16 cidades do interior de São Paulo, com um público de mais de 7.000 espectadores. No ano de 2011, o espetáculo foi selecionado para o I Circuito Sesi/RJ de Teatro Infantil e circulou por mais cinco cidades no estado do Rio de Janeiro incluindo sua capital. Ainda em 2011, o espetáculo circulou novamente pelo interior paulista, participando de eventos como a Virada Cultural Paulista e no total de sua carreira fez mais de 50 apresentações. 
Ainda no ano de 2010 aconteceu um evento fundamental para o desenvolvimento do grupo: o encontro com a pesquisa, pedagogia e encenação do diretor Fernando Neves, que investiga há mais de dez anos o circo-teatro brasileiro a partir das memórias e documentos dos circos de sua família. Este processo gerou o espetáculo "O Mistério Bufo", de Vladimir Maiakovski, direção de Fernando Neves, que estreou em abril de 2012 e foi produzido com os recursos do Proac - Produção de Espetáculos Inéditos 2011, da secretária da cultura do Estado de São Paulo. O Espetáculo fez três temporadas na cidade de São Paulo (Teatro João Caetano, Sala Olido e Sala Carlos Miranda da Funarte) e viajou por 13 cidades do interior paulista (Limeira, Campinas, São José dos Campos, Lençóis Paulista, Sorocaba, Barueri, Jundiaí, Itatiba, Bragança Paulista, Pirassununga, Santos, Caraguatatuba e Franco da Rocha). Foi contemplado também com o Proac – circulação de espetáculo teatral 2012, da secretária da cultura do Estado de São Paulo e participou de eventos como a Virada Cultural Paulista e a Mostra Plataforma Proac. Até hoje completou 44 apresentações e continua em repertório. 
No segundo semestre de 2012 o grupo encontrou o ator e diretor paulistano José Roberto Jardim, admirador e estudioso da obra de Shakespeare. Juntos iniciaram um projeto de pesquisa sobre a tragédia shakespeariana Titus Andronicus.   Investigou-se prioritariamente a narratividade, a sobreposições de narrativas, o uso de sangue artificial como ferramenta de horror (a partir da referência do Grand Guignol) e a sobreposição da cultura musical pop. O resultado deste processo de investigação foi o espetáculo-experimento "Titus Andronicus", de W. Shakespeare, direção de José Roberto Jardim, com apresentação única no Espaço dos Fofos na cidade de São Paulo. 
No início de 2013 o grupo retorna à suas origens e reencena seu primeiro espetáculo. "A Academia de Palhaços se Apresenta", que surgira em 2008 como uma criação coletiva, ganha neste momento a direção de Fernando Neves, novo cenário, novo figurino e um aprofundamento em sua pesquisa de linguagem acerca do palhaço de picadeiro tradição brasileira. A nova versão ficou em cartaz na cidade de São Paulo na Sala Carlos Miranda da Funarte, participou do Festival Rumos Teatro do Itaú Cultural,viajou para o SESC São José dos Campos. Continua em repertório.
Em 2014 a companhia foi contemplada pela 24ª edição do Programa de Fomento ao Teatro para a Cidade de São Paulo e produziu cinco espetáculos dialogando em cada um deles com alguma tradição do ator popular. Estes espetáculos são apresentados em espaços públicos sobre uma kombi-palco também criada e adaptada neste projeto chamado O Maravilhoso Teatro Ambulante da Academia de Palhaços. Os espetáculos produzidos são: O Teatro Mambembe do Doutor Fracassa, uma adaptação da obra de Artur de Azevedo; Lágrimas de Mãe, melodrama circense escrito por José Soares; As Desgraças de uma Criança, comédia de Martins Pena; Nosferatu - o vampiro das sombras, pantomima baseada no filme Nosferatu, eine Symphonie des Grauens de Friedrich Wilhelm Murnau; e A Paixão de Cristo segundo São Rubinho, texto inédito escrito pela Academia de Palhaços. Todas as peças tem a direção de Fernando Neves. Uma curiosidade sobre este projeto é que após quinze apresentações a kombi-palco da companhia sofreu um incêndio que destruiu não só a perua, como as estruturas do palco, assim como parte dos cenários, figurinos e equipamentos de iluminação das peças. O projeto ficou parado por um ano, quando no final de 2015 o grupo foi novamente contemplado, desta vez pela 27ª edição do Programa de Fomento ao Teatro para a Cidade de São Paulo e então reconstruiu sua kombi-palco e remontou as cinco peças que atualmente estão em circulação.
Em 2016, ainda dentro do âmbito do projeto contemplado pela 27ª edição do Programa de Fomento ao Teatro para a Cidade de São Paulo a companhia criou o espetáculo, Adeus, Palhaços Mortos! uma adaptação do texto Petit Boulot Pour Vieux Clown, do dramaturgo romeno Matei Vișniec, sob a direção de José Roberto Jardim, este espetáculo cumrpiu temporada no Centro Cultural São Paulo e no TUSP.   

## Ligações Externas
Página Oficial da Academia de Palhaços